# Sandra Maria Schöner
Sandra Maria Schöner (* 20. Februar 1974 in Salzburg, Österreich) ist eine österreichische Schauspielerin,  Sängerin und Dozentin. Daneben liest sie auch Hörbücher ein.

## Leben
Sandra Maria Schöner wurde in Salzburg  geboren, wuchs dort und in Wien auf. Nach der Matura begann sie 1994 zunächst eine Musicalausbildung am Konservatorium der Stadt Wien, entschied sich dann doch für eine Schauspielausbildung, die sie am Max-Reinhardt-Seminar in Wien zwischen 1996 und 2000 absolvierte.
Schöner schloss ihr Studium als Magistra Artium ab und wurde an die Bühnen Köln engagiert, wo sie bis 2002 als festes Ensemblemitglied arbeitete.
Sie lebt mit ihren beiden Kindern in Hamburg.

## Arbeiten (Theater, Film, Hörbücher)

### Theater (Auswahl)
- 1998: Jedermann, Salzburger Festspiele
- 1999: Bakkchen, Burgtheater Wien
- 1999: Cyrano de Bergerac, Burgtheater Wien
- 2000: Kasimir & Karoline, Bühnen Köln
- 2000: Dantons Tod, Bühnen Köln
- 2002: Der Streit, Bühnen Köln
- 2002: Mercedes, Bühnen Köln
- 2004: Erdbeerfelder für immer, Bühnen Köln
- 2004: Monkey Show Thalia Theater
- 2005: Europa für Anfänger, Bühnen Köln
- 2006: Mein Ball, Schauspielhaus Hamburg
- 2007: Trostpreis für Deutschland, Schauspielhaus Hamburg
- 2008: Zigeunerjunge, Schauspielhaus Hamburg
- 2009: Wunder von Schweden, Schauspielhaus Hamburg
- 2009: Pünktchen & Anton, Schauspielhaus Hamburg
- 2010: Romeo & Julia, Schauspielhaus Hamburg
- 2011: " Eltern", Schauspielhaus Hamburg

### Film & Fernsehen
- 1999: Alles bunt und Wunderbar
- 2001: Anwälte der Toten
- 2001: Esther
- 2001: Dämonen
- 2002: Kleine Sünden
- 2005: Mimirsbrunnr

### Hörbücher
- 2002: Meine Freundin Elaine
- 2004: Die Teufelin
- 2004: Die Tatarin
- 2007: Verschlungene Wege